# Пилейчик, Хелена
Хелена Пилейчик (пол. Helena Pilejczyk, урождённая Майхер, пол. Majcher; 1 апреля 1931, Зелюнь, Мазовецкое воеводство — 12 ноября 2023, Эльблонг, Варминско-Мазурское воеводство) — польская конькобежка, бронзовый призёр зимних Олимпийских игр 1960 года на дистанции 1500 м.

## Биография
Хелена Майхер родилась в 1931 году в селе Зелюнь. В 1950 году окончила педагогическое училище в Квидзыне, после чего работала учительницей начальных классов в Эльблонге. Здесь она стала ученицей тренера по конькобежному спорту Казимира Калбарчика. В 1955 году вышла замуж за Луцяна Пилейчика, в 1958 году у них родился сын Ярослав.
В 1960 году на зимних Олимпийских играх завоевала бронзовую медаль на дистанции 1500 м, уступив представительнице СССР Лидии Скобликовой и соотечественнице Эльвире Серочиньской. До Олимпийских игр 2010 года это были единственные олимпийские медали в конькобежном спорте, завоёванные польскими спортсменами. Пилейчик принимала участие в нескольких чемпионатах мира и зимних Олимпийских играх 1964 года. Она была 37-кратной чемпионкой Польши на дистанции 500 м и установила 40 национальных рекордов. Много раз принимала участие в соревнованиях среди конькобежцев старшего возраста. Также работала тренером в Эльблонге.